# Примати
Примат (лат. Primates; од лат. prime — „први ранг“) било који је члан биолошког реда Primates, групе која обухвата људе, мајмуне и лемуре. Примате проучава грана зоологије која се зове приматологија.
Сви примати имају пет прстију (пентадактилија), генерализовану зубну формулу, и примитивну (неспецијализовану) грађу тела. Још једна особина примата су нокти на прстима. Супротни палчеви су такође карактеристична особина примата, али нису ограничени на овај ред; опосуми, на пример, имају супротне палчеве. Код примата, комбинација супротних палчева, кратких ноктију (уместо канџи) и дугих прстију који се затварају на унутра представља адаптацију предака за живот на дрвећу (арбореални начин живота). Сви примати, чак и они који немају особине типичне за остале примате (као лорији), имају заједничку карактеристику очних орбита, по којима се разликују од осталих таксономских редова сисара.

## Распрострањеност
Осим људи који настањују читаву Земљу, подручје на којем живе примати је највећим делом ограничено на тропске и суптропске делове Америке, Африке и Азије. На подручју америчких континената, примати живе од југа Мексика па до северних делова Аргентине. Мајмуни који су некада живели на Карибима су изумрли, а данас ту живе само примати које су довели људи.
У Африци су широко распрострањени, са тим да највећи број различитих врста насељава подручја јужно од Сахаре. На Мадагаскару се развила посебна група примата, и сви су из подреда полумајмуна. У Азији живе на Арабијском полуострву (постоји могућност да су једну врсту павијана који живе на том подручју тамо донели људи), индијском потконтиненту, Кини, Јапану и Југоисточној Азији. Источна граница подручја где живе у Азији су острва Сулавеси и Тимор. У Европи слободно живи само једна врста, берберски мајмун (Macaca sylvanus), на Гибралтару, али и ту су популацију вероватно људи довели у ово подручје.
Са изузетком људи, других примата нема у северној Америци, највећем делу Европе, северним и централним деловима Азије, на подручју Аустралије и Океаније, као ни на забаченим острвима и поларним подручјима.
За разлику од неких других група сисара, људи примате нису у већој мери насељавали на друга подручја. Изузеци су павијани у Арабији, берберски мајмуни на Гибралтару, неких острва Кариба и врста Macaca mulatta која данас живи на Флориди.

## Особине
Примати припадају класи Сисара (Mammalia), и као такви имају сва њихова својства. За разлику од осталих сисара, имају:
- нокте – уместо канџи,
- палац, који може опонирати свим осталим прстима или велики прст који може дотакнути остале прсте шаке, и
- зубало са по четири секутића у обе вилице – зубна формула:

Половине вилица:
- горњи: 2.1.2(3).3(2)
- доњи: 2.1.2(3).3(2)

Редом: секутићи, очњаци, преткутњаци, кутњаци; (n) = ретко.
Филогенезу примата карактеришу следеће адаптације:
1. удови као органи за (при)хватање,
2. предњи удови као органи за физичко (и чулно) спознавање околине,
3. хербиворни дигестивни систем,
4. редукција осетљивости чула мириса,
5. интензивне визуелне способности и активности,
6. квалитативно-квантитативне специфичности мозга у морфолошко-анатомском и функцијском смислу,
7. одговарајуће морфолошко-анатомске промене на лобањи, и
8. редукција броја потомака (по окоту, односно породу).[6]

### Величина тела
Величина тела се креће од само 12-14 cm дугог и 40 грама тешког рода Микрокебуса који живи на Мадагаскару, и гориле који може имати и до 275 kg. Генерално, мајмуни из групе Strepsirrhini (просечна маса 500 грама) су мањи од групе  (просечна маса 5 kg), то је чињеница која се заснива на различитом времену дневних активност. Код неких врста је врло изражен полни диморфизам, тако да су мужјаци и двоструко тежи од женки, а уз то се често разликују и бојом.

### Длакавост
Тело већине примата је покривено крзном, чија боја се креће од беле преко сиве до смеђе и црне. Дланови и табани су код већине врста голи, а неке врсте немају длаке нити на лицу или им је чак и цела глава гола (на пример Јакари (Cacajao) из породице Pitheciidae). Од свих примата најмање изражену длакавост има човек.

### Чула
За примате су типичне релативно велике и према напред окренуте очи. Имају врло добар вид и у односу на величину тела релативно велик мозак. Највеће очи од свих примата имају врсте из рода Тарсус. Велика већина мајмуна из подреда Strepsirrhini (полумајмуни нелењивци) су ноћне животиње и имају мрежницу превучену слојем који се назива Tapetum lucidum а служи да рефлектовањем остатка светла појачава видљивост у мраку.
Између подреда Strepsirrhini (који се у неким језицима називају „влажноносци“) и подреда Haplorrhini (супротно влажноносцима, ову групу називају „сувоносцима“) постоји разлика у грађи rhinariumа. Код „влажноносаца“ он је пун жлезда и влажан и одраз је врло развијеног чула мириса. Супротно томе, сувоносци то немају, и њух им је далеко мање развијен.

### Зуби
Најстарији фосилни налази примата имају формулу зуба 2-1-4-3 у половини вилице, што значи да су имали два секутића, један очњак, четири предња кутњака и три кутњака, што значи да су имали укупно 40 зуба. Највише зуби рецентних врста примата имају лемури и капуцини чија је формула 2-1-3-3. Неки родови су због свог начина исхране изгубили још неке зубе. Мајмуни старог света, укључујући човека имају формулу 2-1-2-3, што значи да имају укупно 32 зуба.
Пре свега из облика кутњака се може извући пуно закључака о начину исхране поједине врсте. Тако врсте које се хране пре свега воћем, имају кутњаке округластог облика. Кутњаци код врста које би се могле назвати инсектоједима, су упадљиво шиљасти, док код врста које се хране пре свега лишћем, кутњаци имају оштре рубове како би лакше сажвакали тврде листове.

### Удови
Како већина примата живи на дрвећу, њихови су удови добро прилагођени таквом начину живота. Стражњи удови су им скоро увек дужи и снажнији од предњих (изузетак су гибони и човеколики мајмуни) и имају највећу улогу у кретању. И прсти предњих и задњих удова су у највећој мери прилагођени тим потребама. Особина свих врста примата (осим човека) је насупротност ножног палца осталим прстима на стопалу. Једнако тако, већина врста која се креће гранама кроз крошње има и палац на шакама насупротан осталим прстима, док се код врста које се с гране на грану овешени о предње удове и уз то се хватају и репом о гране, палчеви су се повукли тако да их више немају (пример су сакати мајмуни (Colobinae), као и породица Atelidae урликавци, хваташи и вунасти мајмуни). Прсти и на предњим и на задњим удовима завршавају се ноктима уместо канџама. Једино полумајмуни нелењивци имају на другом ножном прсту канџицу која им служи за чишћење и негу крзна. Дланови и табани немају длаке и имају подручја која су врло осетљива на додир.

### Реп
Великом броју сисара који живе на дрвећу реп је врло важан део тела који служи балансирању и одржавању равнотеже у крошњама, па тако и приматима. Међутим, реп се може повући или потпуно нестати. Осим човеколиких мајмуна, који генерално немају репове, дужина репа или његов недостатак нема никакво значење за утврђивање сродности међу врстама, јер се код многих врста појављује само патрљак од репа сасвим независно од развоја. Чак унутар једног рода постоје врсте немају реп али и такве, којима је реп дужи од тела. Реп којим се могу хватати за гране развили су само неки родови мајмуна Новог света, хваташи и урликавци. Њихов реп са доње стране нема длаке, а снабдевен је врло осетљивим нервним ћелијама.

## Начин живота
Претпоставља се да су се примати развили од животиња које су настањивале дрвеће. Још и данас постоји велики број врста примата који једва да понекад сиђу на тло. Друге врсте живе делимично на тлу, а само неколико врста живе искључиво на тлу.
Поједностављено, Strepsirrhini су углавном активни ноћу (уз поједине изузетке) док су Haplorrhini, опет уз неке изузетке, углавном дневно активни.
У односу на начине кретања, укупно гледајући, примати користе све постојеће начине кретања. При томе, од врсте до врсте постоје разлике.
Примати су у највећем броју случајева развили сложене облике социјалног понашања. Прави самотњаци су међу приматима ретки, чак и код врста које претежно живе саме (орангутан) подручја на којима обитавају, преклапају се ревири женки са ревиром мужјака, па се код парења даје предност партнерима са тих преклапајућих подручја. Неке друге врсте живе у дугогодишњим моногамним везама (гибони, вунасти лемури). Али, већина примата ипак живи у групама у којима често влада хијерархија. Притом се место на хијерархијској лествици утврђује различито, зависно о врсти. То може бити резултат борби између такмаца, старост, родбинске везе или на друге начине.
И комуникација и интеракција имају врло значајну улогу у социјалном животу примата. Већина врста је развила низ гласова за обележавање територије, за потрагу за члановима групе, за претњу или упозорење хранидбеним конкурентима и слично. Посебно су познати прашумски „концерти“ урликаваца, као и „песма“ у дуету парова гибона.
Претпоставља се да су преци примата били бубождери, али већина свих врста су данас биљоједи. Многе врсте се хране претежно воћем, а допуњавају га лишћем, цветовима, гомољем, гљивама, семењем и другим деловима биљака. Многе врсте су сваштоједи, који биљну храну допуњавају и животињском. Павијани и шимпанзе спадају у родове који повремено лове и нешто веће сисаре (зечеве, мале примате, младунчад парнопрсташа)

### Размножавање
Примате одликује релативно дуго раздобље скотности, дуготрајно раздобље одрастања младунаца и дуг живот. Стратегија ових животиња је инвестирање пуно времена у подизање младунаца, због тога је и стопа размножавања ниска. Најкраће време скотности имају патуљасти лемури (Cheirogaleidae) а траје тачно 60 дана, док је то код већина врста између четири и седам месеци. Најдужа трудноћа је код човека и горила а траје девет месеци.
Код већине врста превладава рађање једног младунца. И код врста које рађају више младунаца ретко се дешава да их буде више од два, евентуално три у једном леглу.

## Еволуција и могући преци
Палеонтолошки трагови указују да су у мезозојском периоду креди (трајање: пре 136 − 65 милиона година) сисари већ били издиференцирани на групе облика који представљају вероватна исходишта њихових данашњих редова. Изгледа да је једној таквој групи неспецијализираних сисара припадао и Zalambdelestes, чији фосилни остаци (нађени у Монголији) указују на особине праинсективора. Почетком кенозоика (тј. терцијера, пре 65 милиона година) радијација таквих уопштено грађених типова довела је до раскрснице између инсективора и пра-примата. Према досадашњим налазима, на њој су се нашли на развојним ступњевима реда Plesiadapiformes, (са породицама Plesiadapidae, Carpolestidae, Paromomydae, Picrodontidae и Saxonellidae). Најстарији (око 65 милиона година) познати протопримат описан је као Purgatorius. Осим њега, од прапримата овог реда, посебно су занимљиви северноамерички Carpodaptes, Picrodus и Palaechton, те европски Plesiadapis и Saxonella. Постоје аргументирани наговјештаји (облик лобање и кутњака) да су се, након тога, из општег стабла прапримата, најпре издвојили пралемури, преко групе која је приближно имала особине облика Anagale (олигоцен, Монголија).
Могуће је да први тарзоиди (аветњаци) еволуирали из неке групе примитивних лемура. Много је, међутим, раширеније мишљење да они никада нису прошли кроз лемуроидну фазу и да су се пресудни догађаји у филогенетичкој диверсификацији тарзијуса и лемура одвили нешто раније, на нивоу данашњих тупаја (Tupaiidae) сличних протопримата.
Још увек нема поузданих података о заједничкој прошлости репатих и мајмуна Старог и Новог света. Наиме, фосили најпримитивнијих лемуроликих примата − (пралемура), сврстани су у плеистоценске Adapidae, док су тарсиусолики обухваћени породицом Omomidae. Фосили припадника ових група су откривени сами у Холарктику, при чему су Adapidae биле везане за евроазијски подручје, а Omomidae за америчко копно. Типски представници адапида су Adapis и Pronycticebus, а америчких − Notarctus и Smilodectes.
Са палеонтолошке тачке гледишта, међу омомидама најзанимљивији су Omomis, Tetonius (С. Америка и Necrolemur (Европа). Најбоље очувани су остаци облика Notharctus и Adapis. Та створења су била величине данашњих лемура, али нешто мање лобањске запремине и примитивнијег вилице. Верује се да је група адапида била међу прецима исходишне гране данашњих мајмуна Новог света. То посебно убедљиво наговјештавају њихове релације са фосилима (из олигоцена и миоцена) прапримата из Ј. Америке, као што су: Branisella, Homunculus, Trembacebus, Dolichocebus, Stirtonia, Neosaimiri, Cebupithecia и други.
Пронађени су фосили тарзоидних примата, који испољавају уочљив успон према циноморфној и антропоморфној конституцији. Претпоставља се да сви мајмуни Старог света (Cercopithecidae, Hylobatidae, Pongidae и Hominidae) потичу из групе анатомски „уопштено“ грађених пратазоида, којима су, међу осталим, припадали и облици Teilhardina (олигоцен Египта). Међу њима се Apidium, Moeripithecus и Oligopithecus (а неретко и Parapithecus) убрајају у непосредне фосилне претке псетоликих мајмуна, док је остало отворено питање да ли ту припадају и Amphipithecus и Pondaungia (горњи еоцен Бурме) или би их требало уврстити у прелазну фазу еволуције ка заједничким прецима антропоморфних мајмуна.
У доњеолигоценским слојевима Африке, међутим, нађени су фосилни остаци примата који су несумњиво имали низ особина данашњих виших усконосних мајмуна из породица  (гибони и Pongidae (орангутани). Међу таквим облицима, редовно се помињу Parapithecus и Aegyptopithecus, са вилицом као код савремених безрепих – великих мајмуна (орангутани, шимпанзе и гориле), иако се првопоменути облик често убраја и у предачку групу псетоликих репатих мајмуна, а други у фосилни род Dryopithecus. У директне предачке форме човеколиких примата сврстава се и гибонолики Propliopithecus, од којег, вероватно преко облика типа Limnopithecus и Pliopithecus воде порекло данашњи гибони. Међутим, према неким проценама, проплиопитек би могао бити и предак поменутог египтопитека или чак форма дриопитека, са наглашенијим хоминоидним особинама.

## Систематика примата
Листа фамилија примата са могућим рангирањем таксономских категорија. Остале класификације су такође у употреби. На пример, алтернативна класификација, припаднике групе Strepsirrhini дели у два инфрареда: Lemuriformes и Lorisiformes. Треба, међутим, запазити да је увођење категорија Strepsirrhini и Haplorrhini унело нову конфузију у ионако неконзистентну класификацију реда Primates. Може се констатовати да је у расположивој уџбеничкој литератури готово немогуће наћи све апсолутно подударне поделе на ниже биосистематске категорије. Додатну збрку у ово подручје биосистематике уноси и флагрантно игнорисање Кодекса зоолошке номенклатуре у већини таквих покушаја, као и у овом који слиједи.
Ред примата се дели на два подреда који укупно обухватају 15 савремених породица:
подред  (мокроноси мајмуни)
инфраред † Adapiformes
породица † 
породица † 
породица † 
инфраред 
породица † 
породица Cheirogaleidae (патуљасти лемури)
породица Indriidae (индрији, вунасти лемури)
породица Lemuridae (лемури)
породица 
породица † 
породица † 
инфраред 
породица Daubentoniidae (aj-aj)
инфраред 
породица Galagidae (галагоси)
породица Lorisidae (лориси)
подред  (сувоноси мајмуни)
инфраред Tarsiiformes (авети)
породица † 
породица 
инфраред Simiiformes (мајмуни, човеколики мајмуни и човек)

породица † 
породица † 
породица † 
породица † 
породица † 
парворед Platyrrhini (мајмуни Новог света или широконоси мајмуни)
породица Aotidae (ноћни мајмуни)
породица Atelidae (паук-мајмуни)
породица Callitrichidae (мармозети и тамарини)
породица Cebidae (капуцинери)
породица Pitheciidae (уакари)
парворед Catarrhini (усконоси мајмуни)
натпородица † 
породица † 
породица † 
натпородица † 
породица † 
породица † 
натпородица  (мајмуни Старог света)
породица  (мајмуни Старог света)
породица † 
натпородица † 
породица † 
натпородица † 
породица † 
натпородица Hominoidea (човеколики мајмуни)
породица † 
породица  (гибони или мали човеколики мајмуни)
породица Hominidea (велики човеколики мајмуни и људи)
Други примати су дефинисани по Карлу Линеу 1758. године, у десетом издању његове књиге Systema Naturae, за родове Хомо (људи), Simia (други човеколики мајмуни и мајмуни), Лемур (просимијани) и Веспертилио (шишмиши). У првом издању исте књиге (1735), он је користио име Anthropomorpha за Homo, Simia и Bradypus (лењивци). Године 1839, Анри-Мари Дјукрот де Блејнвил, следећи Лајнеса и имитирајући његову номенклатуру, успоставио је ред Secundates (укључујући подредове , Insectivora и Carnivora), Tertiates (или Glires) и Quaternates (укључујући Gravigrada, Pachydermata и Ruminantia), али та нова додатна класификација није прихваћена.